# Eosentomon hunnicutti
Eosentomon hunnicutti är en urinsektsart som beskrevs av Outten och Allen 1989. Eosentomon hunnicutti ingår i släktet Eosentomon och familjen trakétrevfotingar. Inga underarter finns listade i Catalogue of Life.